# Alcathoe caudata
Alcathoe caudata is een vlinder uit de familie wespvlinders (Sesiidae), onderfamilie Sesiinae.
Alcathoe caudata is voor het eerst wetenschappelijk beschreven door Harris in 1839. De soort komt voor in het Nearctisch gebied.